# Ben Chifley
Joseph Benedict Chifley, meglio conosciuto come Ben Chifley (Bathurst, 22 settembre 1885 – Canberra, 13 giugno 1951), è stato un politico australiano e sedicesimo Primo ministro dell'Australia.
Chifley è stato uno dei politici più influenti della storia australiana; il suo governo guidò la massiccia immigrazione del secondo dopo guerra, stabilì la cittadinanza australiana, fondò le linee aeree ed i servizi segreti del suo paese, creò un efficace sistema di sicurezza sociale per i disoccupati, modificò la costituzione australiana.

## Gli inizi (1885-1917)
Chifley, figlio di un maniscalco di origine cattolico irlandese, è stato fortemente influenzato nei suoi ideali politici dal nonno che perse i suoi averi nel crack bancario del 1892. Egli frequento la scuola cattolica di Bathurst, e si impiegò all'età di 15 anni nelle ferrovie del Nuovo Galles del Sud.
Ben Chifley diventò un macchinista, professione che all'epoca era considerata di tutto rispetto. Egli è stato uno dei fondatori dell'AFULE, il sindacato dei macchinisti, e un membro del partito laburista. Nel 1914 Chifley, per sposare Elizabeth Mackenzie, di fede presbiteriana, abiurò la religione cattolica. Nel 1917 è stato uno dei leader di uno sciopero ad oltranza che sboccò nel suo licenziamento, ma nel 1920 un governo laburista del Nuovo Galles del Sud lo fece riassumere. Egli rappresentò gli interessi del sindacato davanti al Tribunale.

## La carriera politica
Al secondo tentativo, nel 1928, Ben Chifley riuscì ad essere eletto nelle file laburiste al parlamento federale. Egli appoggiò la politica economica del governo di James Scullin, e nel 1931 divenne Ministro della Difesa. Quando nel dicembre del 1931 il governo Scullin cadde egli non riuscì a conservare il suo seggio.
Nel 1935 egli divenne membro della Reale Commissione sulle Banche, che era stata varata dal governo conservatore di Lyons. Chifley, che era divenuto un esperto in materia bancaria, presentò un rapporto di minoranza che auspicava la nazionalizzazione delle Banche private.
Nel 1940 Chifley finalmente riconquistò il suo seggio e divenne Ministro del Tesoro nel governo laburista di John Curtin. Anche se Frank Forde era il vice di Curtin, Chifley divenne, anche in ragione della sua carica, il ministro che sovrintendeva alla politica domestica mentre il premier era occupato nel guidare lo sforzo bellico. Egli impose un'economia di guerra molto rigida, caratterizzata da un forte aumento dell'imposizione fiscale e da un regime di pianificazione economica che lo rese molto impopolare presso gli imprenditori e la stampa. Nel 1942 fu nominato ministro della ricostruzione post-bellica, incarico che, però, mantenne per un breve periodo.

## Primo Ministro (1945-1949)
Quando nel luglio del 1945 Curtin morì, Chifley sconfisse Forde nelle primarie del suo partito, diventando premier. Finita la seconda guerra mondiale la vita politica riprese il suo normale corso e nelle elezioni del 1946 sconfisse con largo margine il nuovo partito liberale di Menzies.
Negli anni del dopo guerra Chifley mantenne molte delle misure da lui varate in tempo di guerra come ministro del Tesoro, incluso l'impopolare razionamento del petrolio. Egli cercò inoltre di aiutare la Gran Bretagna attanagliata dalle difficoltà post belliche.
Sentendosi ben in sella, Chifley decise che era venuto il tempo di centrare alcuni obiettivi programmatici dei laburisti. Nel 1947 egli quindi decise di nazionalizzare le banche, provocando la forte opposizione della stampa e della classe media che ritirò il suo sostegno al governo. L'impopolare provvedimento fu definitivamente bocciato dalla Corte suprema Australiana che lo giudicò incostituzionale.
Nell'inverno del 1949 il partito comunista australiano, nel suo tentativo di sfidare i laburisti, guidò un duro sciopero dei minatori, provocando la dura reazione del governo che non esitò a far intervenire l'esercito. A dispetto della decisa reazione del governo laburista questo evento fu sfruttato dal capo dell'opposizione Menzies che fece leva sull'isteria anti-comunista (si era in piena guerra fredda) per ritrarre il laburismo come una versione ammorbidita del comunismo.

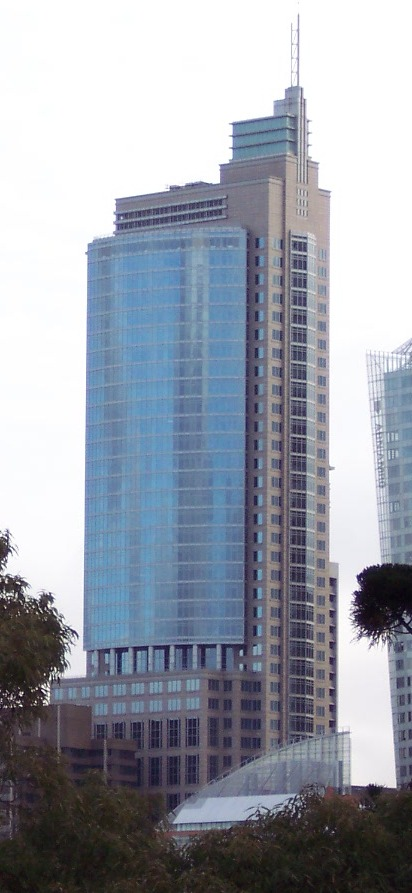
La Chifley Tower, a Sydney, prende il nome dal leader laburista

Questi eventi unitamente alla percezione di una forte arroganza che il governo Chifley dava di sé favorirono la vittoria liberale alle elezioni del dicembre 1949. Chifley che aveva 64 anni ed era in cattivo stato di salute, anche a causa del suo pervicace tabagismo, rifiutò di ritirarsi e assunse la guida dell'opposizione laburista. I laburisti mantennero il controllo del Senato Federale e poterono rendere difficile la vita al nuovo premier Menzies, il quale nel 1951 bandì per legge il partito comunista. Il premier sperò che il Senato a maggioranza laburista rigettasse il suo progetto di legge permettendogli di indire le elezioni anticipate, ma con sua grande sorpresa i laburisti fecero passare la legge anticomunista che di lì a poco fu abrogata, in quanto giudicata anticostituzionale, dalla Corte Suprema. Qualche tempo dopo il Senato rigetto una legge bancaria e Menzies riuscì ad indire le elezioni anticipate nell'aprile del 1951 conquistando entrambi i rami del parlamento. 
Poche settimane dopo Chifley morì per un attacco cardiaco. Questo evento commosse e turbò il solitamente impassibile Menzies che interruppe un'importante cerimonia politica.

## La vita privata
Chifley per molti anni condusse una relazione segreta con la sua segretaria, Phyllis Donnelly, che gli fu accanto al momento della morte. La veridicità dei sospetti che circolavano su questa relazione è stata confermata dallo storico David Day nella biografia di Chifley, da lui pubblicata nel 2001.

## La leggenda di Chifley
Come Curtin, Chifley è stato per i Laburisti un santo laico, ma se le basi della santificazione di Curtin risiedono nella sua forte leadership, che caratterizzò la condotta della guerra, e nella creazione della stretta alleanza con gli Stati Uniti, la leggenda di Chifley è dovuta alla sua determinazione politica tesa al conseguimento degli obiettivi di democrazia sociale del partito. Il fatto che questo coraggio politico ha avuto come prezzo 23 anni consecutivi di opposizione per il partito laburista nulla ha tolto alla sua leggenda. Ancora oggi il suo nome suscita forti sentimenti tra la base e la dirigenza del partito laburista.
In suo nome è stata eretta la Chifley Tower.